# ベルマート
ベルマート（英: Bellmart）は、JR東海リテイリング・プラスが主に東海旅客鉄道（JR東海）管内で運営する、セルフ販売店舗（従来の対面販売のみの売店ではなく、店舗に入り買い物ができるコンビニエンスストアタイプの店舗）のブランド名である。ベルマートという名前は駅の発車ベル（ベル）と商店街（マート）のイメージが込められている。
東海道新幹線やJR東海在来線の駅構内や駅前に出店している。1991年（平成3年）10月に第1号店が大高駅にオープンした。

## 備考
- TOICAをベースとし、Suica、ICOCA、SUGOCAなど、交通系ICカード全国相互利用サービス対応の電子マネーでの支払いが可能である（エリア外店舗では一部不可）。名古屋駅構内の一部の店舗では、楽天Edy・QUICPayの利用も可能である。

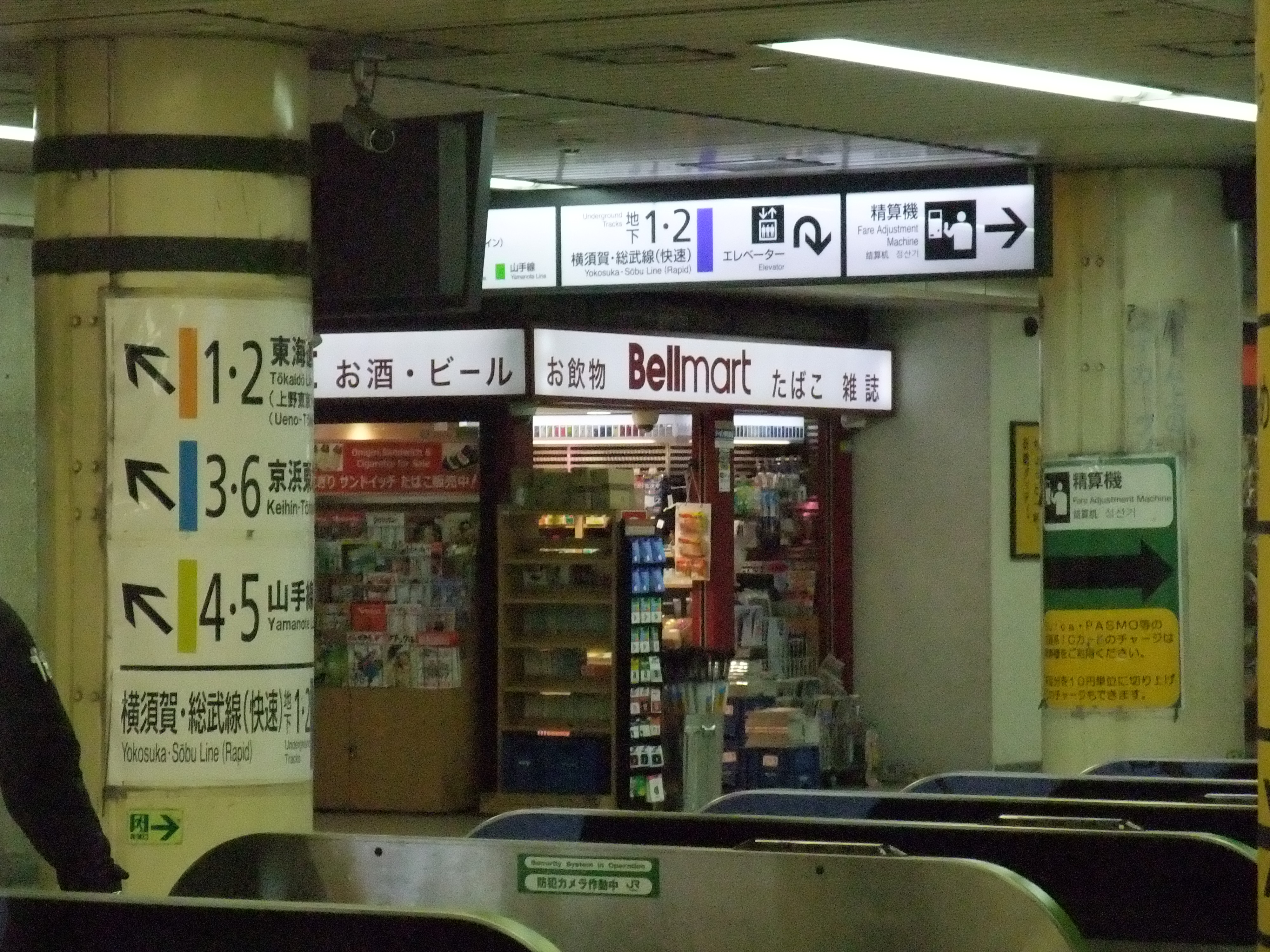
新橋駅内店（汐留口改札越し）

- 東海道新幹線の駅ではないが、新幹線用地にJR東海の地下権が生じることから、JR東日本新橋駅（新幹線高架直下の地下一階）にも出店している[注釈 1]。ただし、導入されている交通系電子マネーは、Suica電子マネーがベースシステムとなっている。
- 一部店舗にはセブン銀行のATM[注釈 2]やローソン銀行ATMが設置されている。かつて東京スター銀行ATMが設置されていた店舗もセブン銀行ATMに置き換えられている。
- 一部店舗では、ジョージアブランドのコーヒーサーバーで提供されるコーヒーやドーナツといった他のコンビニで展開しているサービスも行っている[2][3]。
- 2016年に新たなロゴが制定され、看板の架け替えが行われ（ロゴの左右に湘南色の帯がデザインされている）、『Bellmart Kiosk（ベルマート キヨスク）』という店舗名称に変更となった。